# 시종초등학교
시종초등학교는 대한민국 전라남도 영암군 시종면 내동리에 있는 공립 초등학교이다.

## 학교 연혁
- 1924년 7월 2일 설립인가
- 1925년 4월 2일 시종공립보통학교(4년제) 개교
- 1928년 4월 1일 6년제로 개편
- 1938년 4월 1일 시종공립심상소학교로 개칭[1]
- 1941년 4월 1일 시종공립국민학교로 개칭[2]
- 1949년 12월 31일 시종국민학교로 개칭[3]
- 1961년 12월 7일 신학분교장 설치
- 1964년 12월 7일 신학국민학교 분리
- 1976년 3월 1일 특수학급 설치
- 1981년 3월 1일 병설유치원 개원
- 1996년 3월 1일 시종초등학교로 개칭[4]
- 2000년 3월 1일 신학분교장 편입
- 2011년 2월 28일 신학분교장 통합
- 2011년 3월 1일 종남분교장 편입
- 2013년 2월 28일 종남분교장 통합
- 2019년 9월 1일 제29대 김재근 교장 부임
- 2020년 1월 10일 제93회 11명 졸업(총 9,120명)
- 2021년 2월 10일 제94회 11명 졸업(총 9,131명)

## 학교 상징
- 교화 - 장미 : 사랑, 애정
- 교목 - 느티나무 : 의지, 질서, 예의
- 교색 - 녹색 : 창조, 순결

## 참고 자료
- 시종초등학교 - 한국교육학술정보원 학교알리미